# Road Between
Road Between è un album in studio dell'attrice e cantante statunitense Lucy Hale, pubblicato il 3 giugno 2014 dalle etichette discografiche Hollywood Records e DMG Nashville.

## Descrizione
L'album contiene 11 tracce, mentre nella Deluxe Edition (bonus tracks) sono presenti in aggiunta i brani: My Little Black Wedding Dress, Feels Like Home, Loved, Kiss Me (Live Acoustic) e Road Between (Live Acoustic).

## Tracce

### Standard Edition
- You Sound Good to Me
- From the Backseat
- Nervous Girl
- Red Dress
- Goodbye Gone
- Kiss Me
- Road Between
- Lie a Littel Better
- That's What I Call Crazy
- Love Tonight
- Just Another Song

### Deluxe Edition
- My Little Black Wedding Dress
- Feels Like Home
- Loved
- Kiss Me (Live Acoustic)
- Road Between (Live Acoustic)

### Target Exclusive
- Runaway Circus
- Those 3 Words

### Walmart Exclusive
- Come On